# Kluszkowce
Kluszkowce è una frazione del comune di Czorsztyn in Polonia meridionale. Il paese dista circa 100 km da Cracovia e ha una popolazione di 1 738 abitanti. La sua storia risale al Quattrocento ed è legata al castello gotico di Czorsztyn, distante 4 km in direzione sud-est, che fu distrutto da un fulmine nel XIX secolo.
Kluszkowce è una località turistica situata vicino ad un lago artificiale. Ci si trova anche una stazione sciistica con 8 piste da sci sul Monte Wdżar. Sul Monte Wdżar si riscontrano anomalie magnetiche. Il passato vulcanico del monte e l'eccezionalità della sua flora attraggono molti turisti.

## Galleria d'immagini

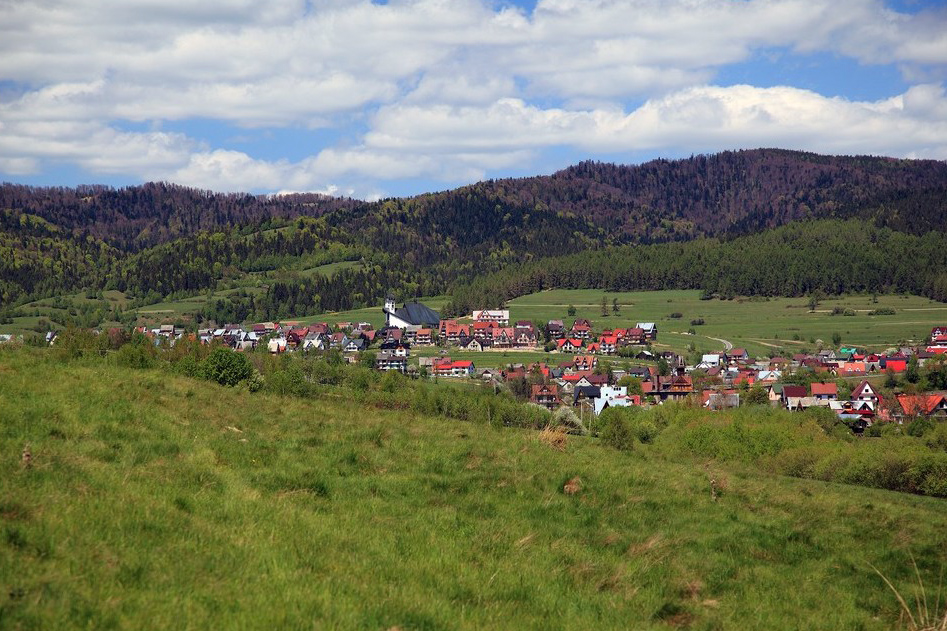
La vista del paese
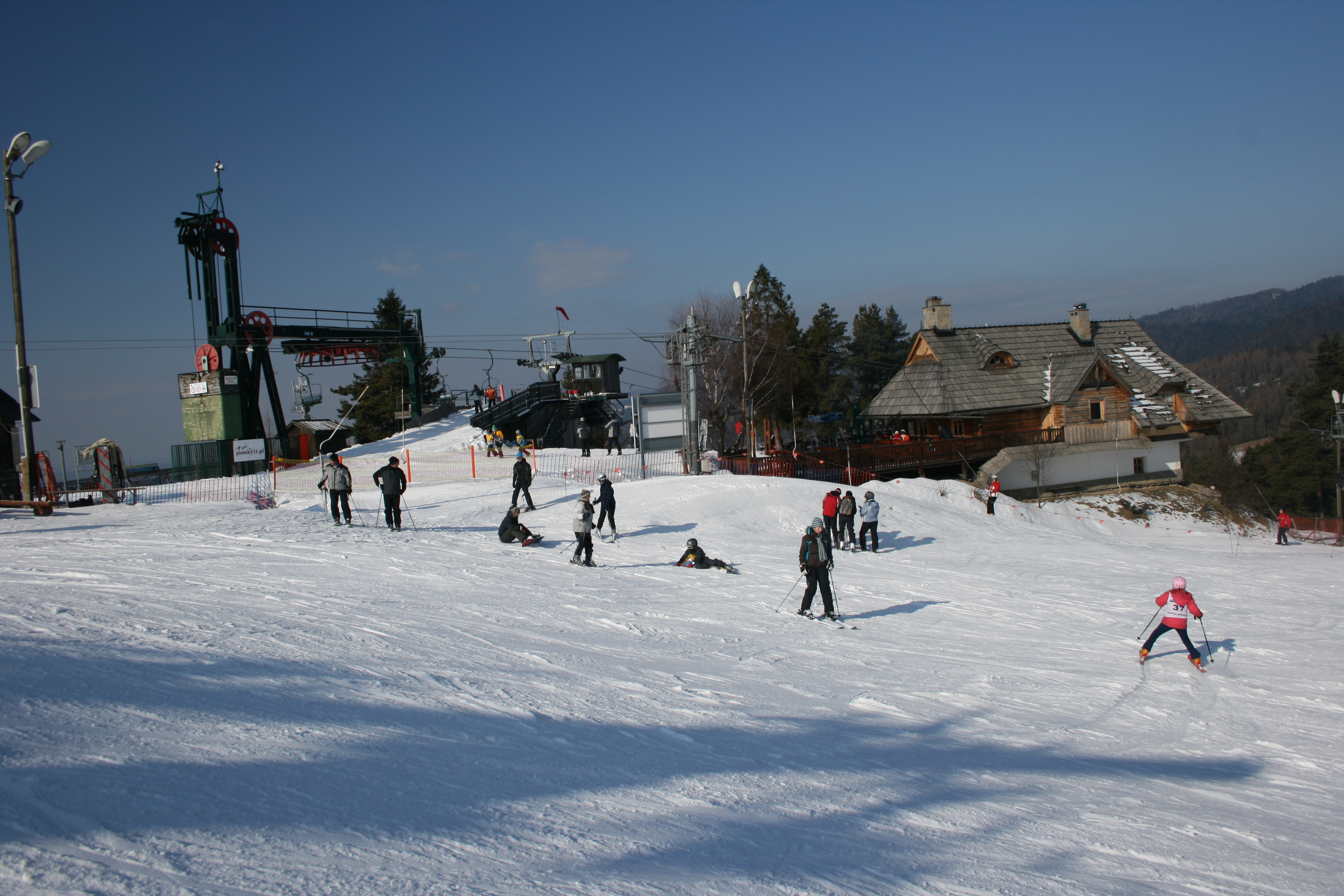
Una delle piste da sci
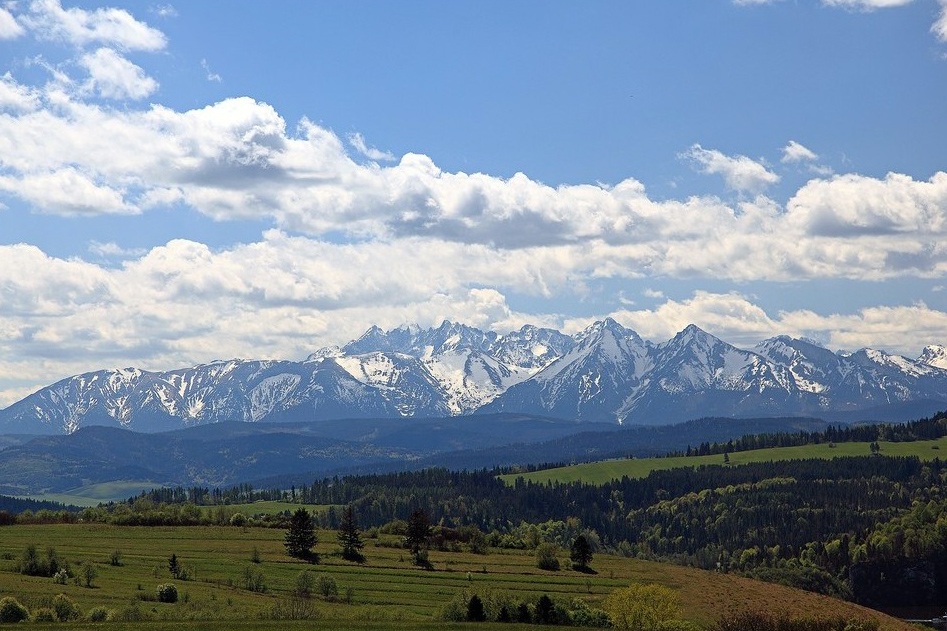
I Monti Tatra
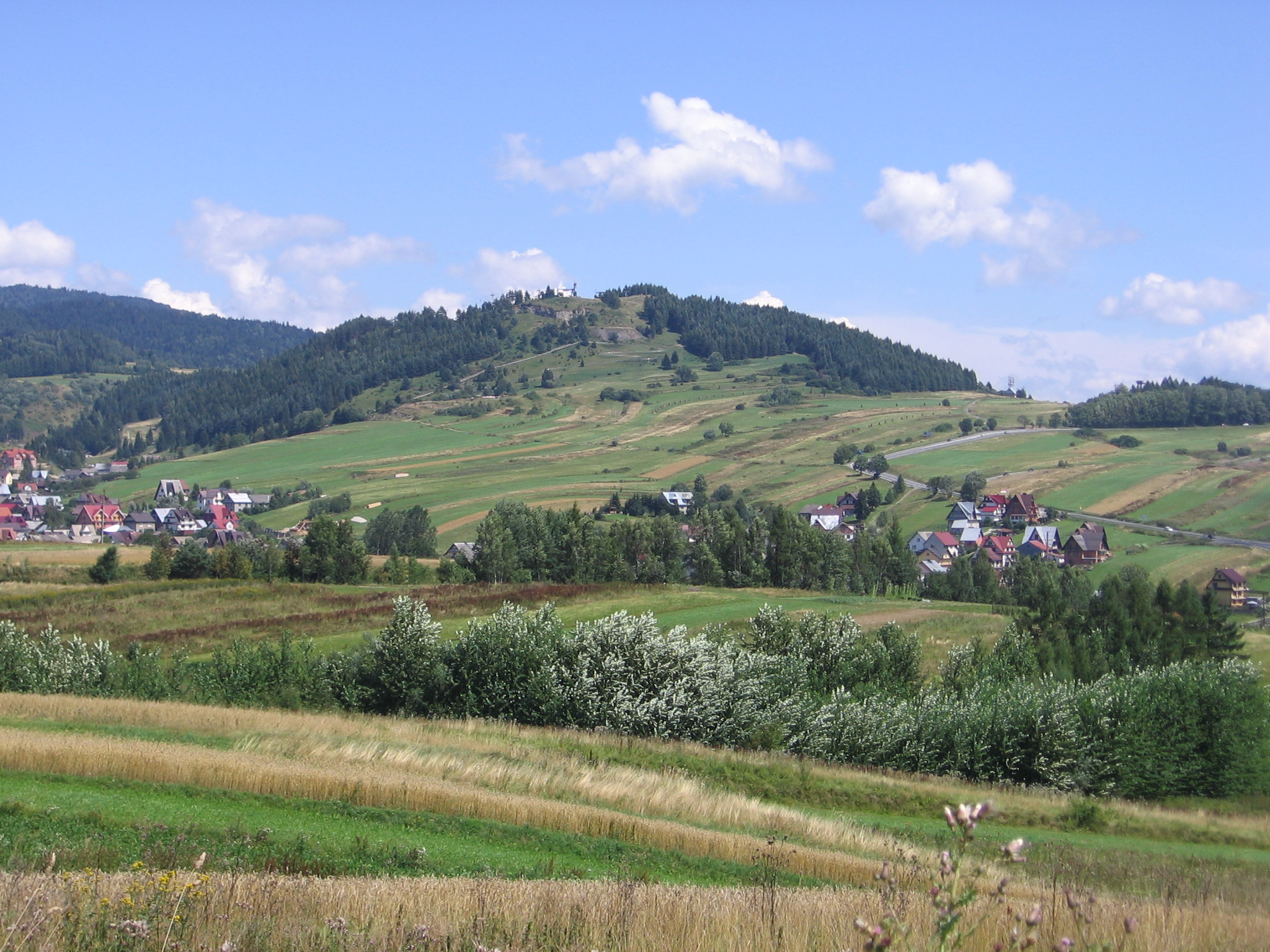
I dintorni e il Monte Wdżar
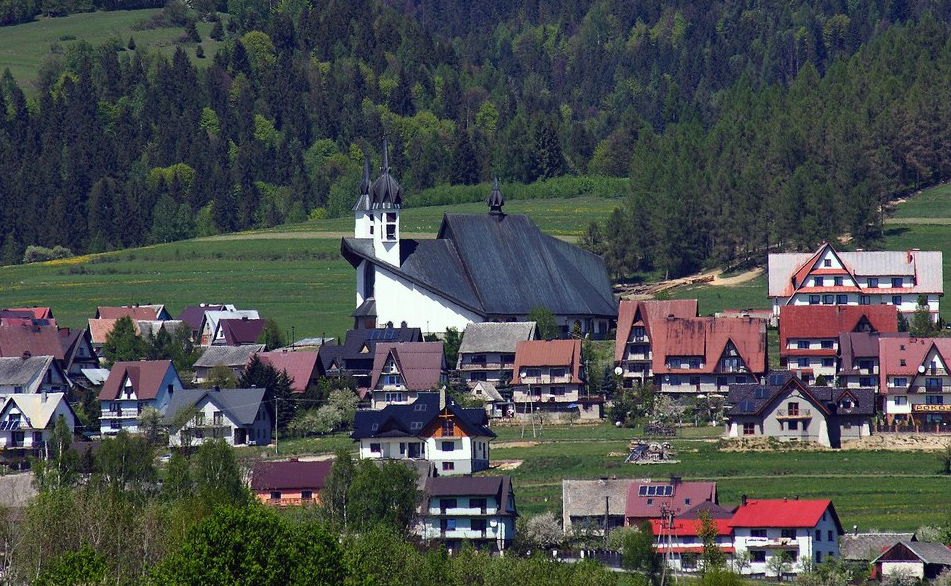
La vista della chiesa parrocchiale e la parte nuova del paese